# Heliophanus nanus
Heliophanus nanus este o specie de păianjeni din genul Heliophanus, familia Salticidae, descrisă de Wesolowska în anul 2003. Conform Catalogue of Life specia Heliophanus nanus nu are subspecii cunoscute.